# ジェファーソンビル (インディアナ州)
ジェファーソンビル (Jeffersonville) は、アメリカ合衆国インディアナ州南端部に位置する都市。同州クラーク郡の郡庁所在地である。ケンタッキー州ルイビルからオハイオ川を隔てた対岸に位置し、同市の郊外都市となっている。その立地から、近隣のニューオールバニやクラークスビルと共に、Sunny Side of Louisville（ルイビルのひなた）改め、SoIN（「南インディアナ」の意）と呼ばれる地域を成している。地元では、よくジェフという略称で呼ばれている。人口は49,447人（2020年国勢調査）。
ジェファーソンビルは1786年以降にフィニー要塞を囲んだ入植地として始まり、1801年に当時の大統領トーマス・ジェファーソンから名付けられた。

## 地理
ジェファーソンビルは北緯38度17分44秒 西経85度43分53秒 / 北緯38.29556度 西経85.73139度に位置している。市はその南を流れ、ケンタッキー州との州境になっているオハイオ川を挟んでルイビルの対岸に位置し、同市の郊外都市となっている。西には同じくルイビルの郊外都市となっているクラークスビル町が隣接している。
アメリカ合衆国国勢調査局によると、ジェファーソンビル市の総面積は89.06km2（34.38mi2）である。そのうち陸地が88.31km2（34.10mi2）で水域が0.74km2（0.29mi2）である。総面積の0.83%が水域となっている。市中心部の標高は136mである。 

## 交通

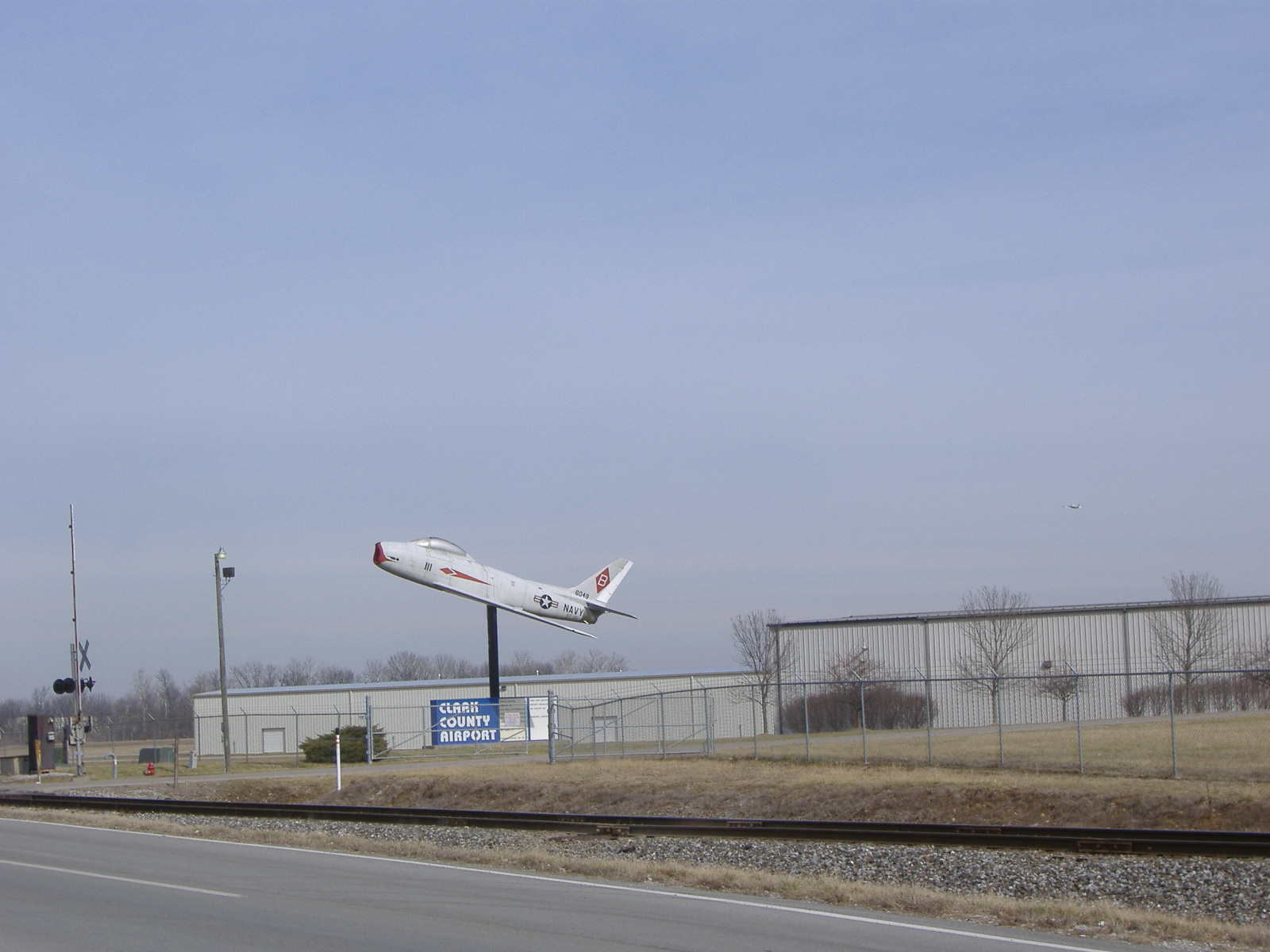
クラーク地域空港

ジェファーソンビルを含むルイビル都市圏の玄関口となる商業空港は、ルイビルのダウンタウンから南へ約7.5kmに立地するルイビル・モハメド・アリ国際空港（旧称: ルイビル国際空港、IATA: SDF）である。この空港には全米（太平洋岸北西部を除く）30空港以上からの直行便が発着している。加えて、同空港はユナイテッド・パーセル・サービス（UPS）社内で「ワールドポート」と呼ばれる、同社最大のハブを有しており、世界でも有数の貨物取扱量を誇る。ジェファーソンビルの市中心部から北へ約9kmに立地するクラーク地域空港（IATA: 無し、FAA LID: JVY）は、ゼネラル・アビエーションと呼ばれる、自家用機やチャーター機の発着に専ら使われる、規模の小さい空港である。
州間高速道路I-65は市の西側、クラークスビルとの市町境を南北に通っている。I-65は南北の幹線の1つで、北へはインディアナポリスやシカゴ都市圏方面へ、また南へはルイビルのダウンタウンを通ってナッシュビルやアラバマ州方面へと通じている。ルイビルのダウンタウン北東端では、I-65はI-64およびI-71と交わる。また、I-65の支線で、ルイビルの二重環状線のうち外側のものであるI-265は、市北部を東西に通っている。
ルイビルの公共交通機関であるリバー・シティ交通局（Transit Authority of River City、TARC）の路線バス網は28系統を有しているが、そのうちの1系統、#71がジェファーソンビル市内で運行されている。同系統はジェファーソンビルからオハイオ川を渡ってルイビルのダウンタウンを通り、再度オハイオ川を渡ってニューオールバニへと入り、同市市域を縦断してインディアナ大学サウスイースト校のキャンパスへと向かうルートになっている。

## 教育

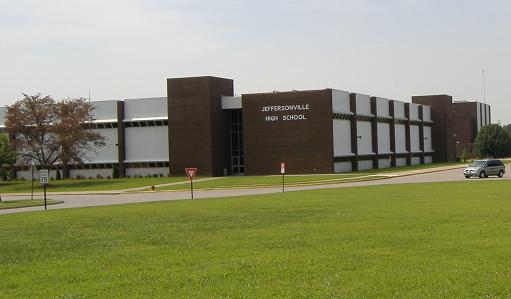
ジェファーソンビル高校

ジェファーソンビルはインディアナ大学サウスイースト校発祥の地である。1941年にインディアナ大学の在ジェファーソンビル・エクステンションセンターとして始まった同学は、1968年にインディアナ大学システムを成す、学位を授与する4年制大学に改組し、1973年にニューオールバニに移転するまでジェファーソンビルに置かれていた。
ジェファーソンビルにおけるK-12課程はグレーター・クラーク郡学区の管轄下にある公立学校によって主に支えられている。同学区は小学校（就学前・幼稚園・1-5年生）10校、中学校（6-8年生）5校（うち1校は6-12年生の中高一貫）、高校（9-12年生）2校を有し、約10,000人の児童・生徒を抱えている。そのうち、ジェファーソンビル市域内には小学校6校、中学校2校、高校1校（ジェファーソンビル高校）が置かれている。加えて、カトリックのインディアナポリス大司教区は、ジェファーソンビルに小中一貫（就学前・幼稚園・1-8年生）の聖心学校を置いている。
ジェファーソンビル郡区公共図書館は、ジェファーソンビルの本館のほか、クラークスビルに支館を置いている。

## 人口推移
以下にジェファーソンビル市における1850年から2020年までの人口推移をグラフおよび表で示す。ルイビル・ジェファーソン郡都市圏、およびルイビル・ジェファーソン郡・エリザベスタウン・バーズタウン広域都市圏全体の人口については、ルイビル (ケンタッキー州)#都市圏を参照のこと。
| 統計年 | 人口     |
| ------ | -------- |
| 1850年 | 2,122人  |
| 1860年 | 4,020人  |
| 1870年 | 7,254人  |
| 1880年 | 9,357人  |
| 1890年 | 10,666人 |
| 1900年 | 10,774人 |
| 1910年 | 10,412人 |
| 1920年 | 10,098人 |
| 1930年 | 11,946人 |
| 1940年 | 11,493人 |
| 1950年 | 14,685人 |
| 1960年 | 19,522人 |
| 1970年 | 20,008人 |
| 1980年 | 21,220人 |
| 1990年 | 21,841人 |
| 2000年 | 27,362人 |
| 2010年 | 44,953人 |
| 2020年 | 49,447人 |